# 뿌리깊은 나무 (소설)
《뿌리깊은 나무》는 작가 이정명의 장편 소설이다. 훈민정음 반포 전 벌어지는 학사들의 살인 사건을 배경으로 하여, 동명 원작 소설을 극화한 SBS 수목 특별기획 드라마로 2011년 하반기에 방영한 바 있다.